# 恩蒂萨尔·埃尔赛德
恩蒂萨尔·埃尔赛德（Entisar Elsaeed）是埃及的一名律師與女權運動者，為開羅發展與法治基金會（阿拉伯语：‎）的創辦人，致力於遏止女陰殘割、幫助家庭暴力受害者與推廣性教育。

## 主張與活動

### 女性權利
埃及有許多女性曾接受女陰殘割，埃尔赛德大力呼籲遏止此舉。2021年埃及政府訂定法律重罰實施女陰殘割的加害者，埃尔赛德對此表示贊同，但因女陰殘割在埃及社會中根深蒂固，她對法律是否能有效執行感到疑慮。
對於開羅北部的城市本哈設立女性安全空間的計畫，埃尔赛德指出安全空間雖可促進女性參與社區活動，卻可能造成隔離、異化與歧視，她建議在上埃及鄉間等女性受到限制與異化更嚴重的地區實施較佳。

### 言論自由
2018年埃及網路犯罪法通過後，有多起用戶因在網路上發布影片而被捕的案件。2020年，一名肚皮舞者因在社交軟體抖音上發布影片而被控「煽動放蕩行為」，被判三年有期徒刑，另有兩名活躍於抖音的埃及少女因發布的影片被控「煽動放蕩行為」而入獄，埃尔赛德主張兩人的言論自由，批評埃及社會無法適應科技帶來的文化改變，且被指觸犯網路犯罪法而獲罪者皆是女性。

### 2019冠狀病毒病疫情
COVID-19疫情期間埃尔赛德與其基金會加強對受暴女性的援助，她指出居家工作可能使家庭暴力變得更頻繁，且照護家人的責任大多由女性扛起，因此其團隊加強對這些議題的宣導。